# Bergtjärnarna (Borgvattnets socken, Jämtland)
Bergtjärnarna är en sjö i Ragunda kommun i Jämtland och ingår i Indalsälvens huvudavrinningsområde.